# 與首都永在 (電影)
與首都永在是河內視聽公司和越南電影製片廠于1995年開始拍摄的关于1946年秋冬河內戰件系列電影，並於1996年上映。

## 內容
再现了1946年河内抗法战争。法国殖民者不断挑衅，趁机侵略越南。法国发出最后的通牒，内容是在24天之内必须交出武器，无条件向法军投降，同时进行多场血腥的屠杀。胡志明主席见不能和缓形势，于1946年12月19日发出越南全国抵抗呼吁。从此长期抗法战争开始...
- 第一集：拍攝時刻之前
- 第二集：12月19日
- 第三集：戰壘
- 第四集：燃燒京城
- 第五集：血誓
- 第六集：再回預約

## 製作列表
背景的實現在河內市。

### 技術員
- 副導演：維青，俊勇，青芝
- 導演祕書：鄧太寧，陳璧玉，陳志成
- 樂長：尹長元
- 相機佈置：黎光興，武廷皇
- 美術：範光永，阮民南
- 化裝：蘭英
- 聲音發展：明心，明秋
- 火煙：維以，阮文德
- 劇務：陳平重
- 主題曲：《與首都永遠生死一起》，《河內人》，《越南戰士》，《斯卡伯勒集市》

### 演員
| 演員     | 角色       | 簡介                                                 |
| 阮忠孝   | 陳文       | 昇龍私塾學號的歷史教師。教堂區自衛隊指揮官。         |
| 范進強   | 阮國榮     | 第一聯區抗戰委斑副主席。                             |
| 阮慶玄   | 阿貞       | 陳文的舊愛人。                                       |
| 段富昇   | 阿包       | 阿貞阿貞的丈夫。                                     |
| 武氏黃蘭 | 阿鶯       | 。                                                   |
| 春松     | 薇民       | 。                                                   |
| 郭秋芳   | 阿仁       | 玉河花村女和红河遊擊隊員。薇民的愛人。               |
| 光大     | 日新       | 阿日的名。舊南進軍團員。牛仔品質。                   |
| 阮玉姐   | 阿鳳       | 日新的大姊。                                         |
| 黎伯英   | 阿新       | 日新的義兄弟。第一花花公子。                         |
| 俊海     | 秋楓       | 樂工。教堂區自衛隊員。                               |
| 阮英筠   | 武明       | 律科的生員。教堂區自衛隊員。                         |
| 鈺城     | 洪流       | 北部府警衛隊長。                                     |
| 裴忠英   | 李忠英     | 潮州醫師，陳文的鄰居人。中華民國大使王子杰的"信使"。 |
| 范杜紀   | （無名氏） | 第一聯區抗戰委斑主席。                               |